# Petr Fiala
Petr Fiala (Brno, 1 september 1964) is een Tsjechisch politicus, politicoloog en hoogleraar. Vanaf november 2021 is hij premier van Tsjechië.
Tussen 2004 en 2011 was Fiala rector en tussen 2011 en 2012 conrector van de Masaryk-universiteit in de Moravische stad Brno. Hierna was Fiala minister van Onderwijs toen hij Josef Dobeš verving onder premier Petr Nečas. Na minister te zijn geweest werd Fiala als onafhankelijk persoon op de lijst van de ODS verkozen tot parlementslid tijdens de vervroegde verkiezingen in 2013. Fiala tradt hierna in hetzelfde jaar toe als partijlid van het ODS en werd in 2014 verkozen tot haar voorzitter. Tussen 2017 en 2021 was hij vicevoorzitter van de Tsjechsiche Kamer van afgevaardigden. Tijdens de Tsjechische parlementsverkiezingen in 2021 leidde Fiala de coalitiepartij Spolu, een samenwerkingsverband van het ODS, TOP 09 en KDU-ČSL.
- CiNii: DA1310886X
- Gemeinsame Normdatei: 115608486
- International Standard Name Identifier: 0000 0001 1473 1451
- Library of Congress Control Number: n96024951
- Nationale Bibliotheek van Tsjechië: jn19981001090
- Nationale Bibliotheek van Israël: 987007327268505171
- Nationale en Universitaire bibliotheek Zagreb: 000100079
- ORCID: 0000-0001-5393-0824
- ResearcherID: X-3779-2019
- Système universitaire de documentation: 133509575
- Virtual International Authority File: 57348192
- WorldCat: E39PBJghmGwMQQxjgwPp3fpwYP